# Rudolf Mosis
Rudolf Mosis (* 16. Januar 1933 in Mannheim; † 16. August 2025 in Trier) war ein deutscher Theologe und Alttestamentler.

## Leben
Nach dem Abitur am Heinrich-Suso-Gymnasium in Konstanz studierte er ab 1952 Katholische Theologie an der Albert-Ludwigs-Universität Freiburg. Auf Initiative des Freiburger Erzbischofs Wendelin Rauch studierte er ab 1953 Philosophie und Theologie an der Päpstlichen Universität Gregoriana und dem Pontificium Collegium Germanicum et Hungaricum de Urbe in Rom. Dort empfing er 1958 die Priesterweihe. 1961 wurde er an der Gregoriana bei Mauritius Flick und Friedrich Wulf mit der Dissertation Der Mensch und die Dinge nach Johannes vom Kreuz promoviert. Er war anschließend in der Seelsorge als Kaplan in seinem Heimatbistum in Herbolzheim i. Br. und Karlsruhe-Beiertheim tätig sowie als Repetitor für Philosophie am Erzbischöflichen Konvikt in Freiburg (1963–1967) und Leiter eines großen Studentenwohnheims. Nach dem Aufbaustudium der Orientalistik und Altes Testament an der Eberhard Karls Universität Tübingen habilitierte er sich 1972 nach intensiven Gesprächen mit Alfons Deissler in Freiburg mit einer Schrift über die Theologie des chronistischen Geschichtswerkes.
1973 erhielt er einen Ruf an die neu gegründete Kirchliche Gesamthochschule in Eichstätt. Er war von 1975 bis 1977 Dekan der Theologischen Fakultät. Ab 1978 begleitete er als Rektor der Gesamthochschule und ab 1980 als Gründungspräsident ihre Erhebung zur Katholischen Universität Eichstätt.
1986 wechselte er auf den Lehrstuhl für Altes Testament an die Johannes Gutenberg-Universität Mainz. Hier war er von 1991 bis 1992 Dekan des Fachbereichs Katholische Theologie. 1998 wurde er emeritiert.
Im August 2025 verstarb Prälat Rudolf Mosis 92-jährig in Trier.

## Wirken
Rudolf Mosis publizierte zahlreiche wegweisende Schriften im Gebiet des Alten Testaments. Er war wesentlich am Übergang von der Kirchlichen Gesamthochschule zur Katholischen Universität Eichstätt beteiligt und hat die heutige Universität maßgeblich geprägt.
1987 wurde er für seine Verdienste von Richard von Weizsäcker mit dem Bundesverdienstkreuz am Bande geehrt. 1992 erfolgte die Verleihung des Päpstlichen Ehrentitels Prälat durch Johannes Paul II.
Er war seit 1968 Ehrenmitglied der katholischen Studentenverbindung KDStV Hercynia Freiburg im Breisgau im CV.

## Schriften
- Der Mensch und die Dinge nach Johannes vom Kreuz (1965)
- Das Buch Ezechiel (1973)
- Ich lege mein Wort in deinen Mund. Geistliche Impulse aus Jeremia (1979)
- Untersuchungen zur Theologie des chronistischen Geschichtswerkes (1973)
- Exil, Diaspora, Rückkehr. Zum theologischen Gespräch zwischen Juden und Christen (1978)
- Der Weg zum Menschen. Zur philosophischen und theologischen Anthropologie (1989)
- Gelegenes und Ungelegenes. Biblische Impulse aus drei Jahrzehnten. Herausgegeben von Franz Sedlmeier (2014)